# スマイルレンジャー
スマイルレンジャーは兵庫県姫路市を拠点として2001年に結成された4人組ロックバンド。2008年11月以降は拠点を東京に移して活動し、2017年より再び姫路市を拠点とし活動していたが、2022年に解散。

## 略歴
2001年10月-兵庫県姫路市を拠点として結成。
2003年１月-初のワンマンライブを姫路Betaにて行う。
2003年７月-Beta MusicのレーベルRaiser Recordsよりインディーズデビュー。レコ発ワンマンを皮切りに全国ツアー開始。
2004年11月-NHK熱唱オンエアバトルに出演。高得点で3回のオンエアを獲得し、チャンピオン大会に出場。同大会のオムニバスCDにも参加。曲は「Let's Dancing」
2007年3月-渋谷O-Crest、姫路Beta、福岡DRUM SONにてワンマンライブ。自主制作プロジェクトであるTEAM SMILE RECORDS開始。
2007年7月-神戸市主催のイベント第７回新開地音楽祭に出演。
2008年1月-赤とんぼ文化ホール 中ホールにて「スマイルレンジャーふるさとコンサート」を開催。
2008年11月-活動拠点を東京に移す。
2009年9月-堂本雄宇、藤本将広、加藤晃人の母校である兵庫県立太子高等学校の芸術鑑賞会に出演。
2010年1月-栃木県宇都宮HEAVEN'S ROCK VJ-2にてワンマンライブ。
2010年2月-兵庫県姫路市青少年センターのイベントに出演。
2010年12月26日-姫路CASPA HALLにて初のホールワンマンライブ。
2011年10月-加藤晃人の母校である兵庫県立太子東中学校の文化祭に出演。
2011年11月-兵庫県立龍野北高校文化祭出演。
2011年11月-東北楽天ゴールデンイーグルスファン感謝祭に出演。
2012年1月15日から放送開始の『姫ら〜,グルメ応援隊!』（FM GENKI）のエンディング曲に採用される。
2012年4月-茨城県水戸LIGHT HOUSEにてワンマンライブ。
2013年3月-渋谷O-WESTワンマンライブ。
2013年9月-姫路市市民会館大ホールにてワンマンライブ。
2013年12月-千葉LOOKワンマンライブ
2015年ボーカル堂本雄宇が京セラドーム大阪にて行われた、オリックス・バファローズの試合前に国歌独唱を務めた。
2016年姫路市文化センター大ホールにて主催イベント”HIMEJI ROCK'N ROLL CIRCUS”を開催。

自他共に認めるライブバンドであり、多いときで本数は年間で100本を超えることもあった。
ライブハウスの出演が中心であるが、パフォーマンスが出来るなら場所を問わずインストアイベントや文化祭、祭りなどにも多数出演し盛り上がりを見せる。
TEAM SMILE RECORDSは自主制作プロジェクトの名称である。
2011年、2012年２年連続で東北楽天ゴールデンイーグルスの応援歌として「グルグルドカン」が起用された。

メンバーチェンジすることなく活動していたが、2022年に解散。

## メンバー
堂本雄宇（どうもとゆう）
1982年11月10日
ボーカル
藤本将広（ふじもとまさひろ）
1982年11月26日
ギター・リーダー
加藤晃人（かとうあきひと）
1983年2月10日
ベース
三宅暢洋（みやけのぶひろ）
1982年11月26日
ドラム

## ディスコグラフィー
1. 「ハタチノキモチ｣（2003年7月29日）
2. 「純情恋歌｣（2004年3月3日）
3. 「My Sweet Songs｣（2005年3月3日）
4. 「愛のモットー!｣（2006年1月11日）
5. 「ドリーマードリーマー｣（2006年11月12日）
6. 「S.M.I.L.E｣（2007年3月16日）
7. 「HARAKIRI｣（2008年10月11日）
8. 「ミラクルスマイル」（2010年03月12日）
9. 「逆襲のイエスメン」（2010年10月13日）
10. 「メッセージ・フロム・俺達」（2012年10月27日）
11. 「SMILE OF ROCK」(2015年11月1日)
12. 「流れゆくままに」    (2017年3月10日)
13. 「情熱の彼方/明日へ」(2017年10月14日)
14. 「Switch」(2017年10月14日)
15. 「お前の歌」              (2018年4月8日)
16. 「金色のジャッカル/一本道」(2019年2月21日)

1〜6まではBeta Musicのレーベル、RAISER RECORDSより発売。以降は自主制作。
無料配布
「ええやん姫路」  
参加オムニバス
熱唱オンエアバトルコンピレーション-「Let's Dancing」収録 COCA-15783(2006.11.12 コロンビアミュージックエンターテイメント)
放課後コークスクリュー☆暴走パンク編☆-「限りなき挑戦」収録。DLRE-2001 (2004.02.21)※レンタル専用
オムニバス"Versus VOL.5"-「未成年」「ピン」収録。BMR-005(2002.09.09 BETA MUSIC)